# ایویتسا شوریاک
ایویتسا شوریاک (کرواتی: Ivan "Ivica" Šurjak؛ زادهٔ ۲۳ مارس ۱۹۵۳) یک بازیکن سابق فوتبال اهل کرواسی است.
از باشگاه‌هایی که در آن بازی کرده‌است می‌توان به باشگاه فوتبال رئال ساراگوسا، اودینزه، پاری سن ژرمن، و باشگاه فوتبال هایدوک اسپلیت اشاره کرد.
وی همچنین در تیم ملی فوتبال یوگسلاوی بازی کرده است.